# Eu Sou Assim (série de televisão)
Eu Sou Assim é uma série documental brasileira produzida pelo canal GNT e TV Zero. A série com 13 episódios aborda as dificuldades cotidianas, dúvidas, preconceitos e superação de pessoas portadoras de síndromes e transtornos.

## Prêmios e indicações
| Ano  | Prêmio                    | Categoria           | Indicação    | Resultado |
| ---- | ------------------------- | ------------------- | ------------ | --------- |
| 2018 | International Emmy Awards | Melhor Documentário | Eu Sou Assim | Indicado  |